# Janusz Gortat
Janusz Kazimierz Gortat (* 5. November 1948 in Brzozów; † 19. Dezember 2023) war ein polnischer Boxer. Er gewann bei den Olympischen Spielen 1972 in München und 1976 in Montreal jeweils eine Bronzemedaille im Halbschwergewicht.
Gortat war der Vater des ehemaligen Profibasketballers Marcin Gortat.

## Werdegang
Janusz Gortat begann 1965 mit dem Boxen. Er war Armeeangehöriger und gehörte während seiner gesamten Laufbahn, die bis 1982 dauerte, dem Armeesportklub Legia Warschau an. Der Trainer, dem er am meisten zu verdanken hatte, war Henryk Niedzwiecki. In der polnischen Nationalstaffel, der er ab 1970 angehörte, wurde er von Feliks Stamm trainiert. Janusz Gortat war ein hervorragender Techniker, der besonders in der Defensive stark war.
Seine ersten größeren Erfolge feierte er 1967. In diesem Jahr wurde er polnischer Juniorenmeister im Halbmittelgewicht und wurde auch schon bei mehreren Juniorenländerkämpfen eingesetzt. 1969 startete er erstmals bei den polnischen Meisterschaften der Senioren und unterlag dabei im Mittelgewicht gegen Edmund Hebel. Seine ersten Einsätze in der polnischen Länderstaffel waren zwei Länderkämpfe in Köln und Augsburg gegen die Bundesrepublik Deutschland. Bei dieser Gelegenheit besiegte er Hartmut Sasse und Uwe Laroche jeweils nach Punkten.
In den Jahren 1970 bis 1972 wurde Janusz Gortat jeweils polnischer Vizemeister im Halbschwergewicht. In diesen drei Jahren verlor er im Finale dieser Meisterschaften gegen Stanisław Dragan jeweils nach Punkten. Seine Karriere bei internationalen Meisterschaften begann aber schon 1969 bei den Europameisterschaften in Bukarest. Er startete dort im Mittelgewicht und gewann im Achtelfinale über Nazif Kuran aus der Türkei nach Punkten. Im Viertelfinale traf er auf Mate Parlov aus Jugoslawien, gegen den er sich in seiner weiteren Laufbahn noch manch hartes Gefecht liefern sollte, und verlor knapp mit 3:2 Punktrichterstimmen.
Bei den Europameisterschaften 1971 in Madrid startete Janusz Gortat im Halbschwergewicht. Er siegte dort im Achtelfinale gegen Uwe Laroche durch techn. KO in der 3. Runde und im Viertelfinale über Imre Toth aus Ungarn nach Punkten, verlor aber im Viertelfinale erneut gegen Mate Parlov mit 3:2 Punktrichterstimmen.
Bei den Olympischen Spielen 1972 in München gewann Janusz Gortat dann seine erste internationale Medaille, die bronzene. Er siegte in München über Jaroslav Kral aus der Tschechoslowakei klar nach Punkten, gewann im Achtelfinale über Raymond Russell aus den Vereinigten Staaten knapp mit 3:2 Punktrichterstimmen und besiegte im Viertelfinale Rudi Hornig aus der BRD durch KO in der 1. Runde. Auf Mate Parlov traf er in München erst im Halbfinale und unterlag diesem, wieder nach Punkten. Diesmal werteten die Punktrichter aber mit 5:0 für Parlov.
Bei den Europameisterschaften 1973 in Belgrad traf Janusz Gortat im Finale erneut auf Mate Parlov und wiederum musste er sich ihm geschlagen geben. Die Punktrichter stimmten dabei wieder 5:0 für Parlov. Vor diesem Finale hatte Janusz Gortat Günter Peters aus der BRD und Sjeng Verstappen aus den Niederlagen nach Punkten besiegt. Bei den Weltmeisterschaften 1974, die in diesem Jahr zum ersten Mal durchgeführt wurde, fehlte Janusz Gortat. Er war aber bei den Europameisterschaften 1975 in Kattowitz wieder am Start, scheiterte aber dort nach einem Sieg im Achtelfinale über Gordon Feris aus Irland im Viertelfinale an Anatoli Klimanow aus der UdSSR, der ihn nach Punkten besiegte.
1976 nahm Janusz Gortat in Montreal zum zweiten Mal an Olympischen Spielen teil. Er kämpfte sich dort im Halbschwergewicht mit einem knappen 3:2-Punktsieg über Miloslav Popovic aus Jugoslawien, einem techn. KO-Sieg in der 3. Runde über Georgi Stojmenow aus Bulgarien und einem 4:1-Punktsieg über Juan Domingo Suarez aus Argentinien in das Halbfinale vor, in dem er auf Leon Spinks aus den Vereinigten Staaten traf. Leon Spinks erwies sich als zu stark für Janusz Gortat und siegte klar mit 5:0 Punktrichterstimmen. Janusz Gortat gewann in Montreal aber seine zweite olympische Bronzemedaille.
Zum Abschluss seiner internationalen Laufbahn startete Janusz Gortat noch einmal bei den Weltmeisterschaften in Belgrad. Er trainierte dazu extra in das Mittelgewicht ab. Er siegte in Belgrad in einem Vorrundenkampf gegen den Kameruner Yasel Kone und unterlag dann bereits im Achtelfinale gegen den starken sowjetischen Sportler Leonid Schaposchnikow durch Abbruch in der 2. Runde.
Janusz Gortat lieferte immer offene und sehr oft auch ausgeglichene Kämpfe, bei denen er, siehe seine Kämpfe gegen Mate Parlov, häufig die Punktrichter gegen sich hatte. Ihm wäre dann sicher auch ein Titelgewinn bei internationalen Meisterschaften, den er nie erreichte, gelungen.
In Polen fand Janusz Gortat in Pawel Skrzecz ab 1977 einen harten Konkurrenten, der ihn schließlich auch als die Nr. 1 der polnischen Halbschwergewichtler ablöste. Er beendete 1982 seine Laufbahn nach 317 Kämpfen, von denen er 272 gewonnen hatte. Janusz Gortat studierte schon während seiner aktiven Zeit an der Sporthochschule AWF und schloss dieses Studium als Diplom-Sportlehrer 1972 ab. Von 1972 bis 1994 war er Trainer bei Legia Warschau. Seine erfolgreichsten Schüler waren dort Andrzej Gołota und Tomasz Adamek.

## Internationale Erfolge
(OS = Olympische Spiele, WM = Weltmeisterschaften, EM = Europameisterschaften, Hm = Halbmittelgewicht, Mi = Mittelgewicht, Hs = Halbschwergewicht, damals bis 71 kg, 75 kg u. 81 kg Körpergewicht)
- 1969: 5. Platz, EM in Bukarest, Mi, hinter Wladimir Tarasenko, UdSSR, Mate Parlov, Jugoslawien, Simeon Georgiew, Bulgarien u. Reimo Virtanen, Finnland;
- 1969: 2. Platz, 7. Meisterschaften der Armeen der Staaten des Warschauer Paktes (SKDA-Meisterschaften) in Kiew, Mi, nach einer techn. KO-Niederlage 1. Runde gegen W. Schabelnikow, UdSSR;
- 1971: 5. Platz, EM in Madrid, Hs, hinter Mate Parlov, Ottomar Sachse, DDR, Ralf Jensen, Dänemark u. Horst Stump, Rumänien;
- 1972: 1. Platz, "Czarne DiamentY"-Tournament in Kattowitz, Hs, mit einem KO-Sieg 3. Runde über N. Saschno, UdSSR;
- 1972: Bronzemedaille, OS in München, Hs, hinter Mate Parlov u. Gilberto Carillo, Kuba und gemeinsam mit Isaac Ikhouria, Nigeria;
- 1973: 2. Platz, EM in Belgrad, Hs, hinter Mate Parlov u. vor Sjeng Verstappen, Niederlande u. Oleg Karatajew, UdSSR;
- 1973: 1. Platz, 10. SKDA-Meisterschaften in Olmütz, Hs, mit einem Punktsieg über Gilberto Carillo;
- 1974: 1. Platz, "Czarne Diamenty"-Tournament in Kattowitz, Hs, mit einem Disq.-Sieg 3. Runde über Grzegorz Pigon, Polen;
- 1975: 5. Platz, EM in Kattowitz, Hs, hinter Anatoli Klimanow, UdSSR, Georgi Stojmenow, Bulgarien, Ottomar Sachse u. Radovan Bisic, Jugoslawien;
- 1976: 2. Platz, "Gryf Szczecinski"-Tournament in Szczecin (Stettin), Hs, nach einer Punktniederlage gegen Ricardo Rojas, Kuba;
- 1976: Bronzemedaille, OS in Montreal, Hs, hinter Leon Spinks, USA u. Sixto Soria, Kuba u. gemeinsam mit Costică Dafinoiu, Rumänien;
- 1978: 9. Platz, WM in Belgrad, Mi, Sieger: José Gómez Mustelier, Kuba vor Tarmo Uusivirta, Finnland

## Polnische Meisterschaften
(Finalergebnisse mit Janusz Gortat)
- 1967: Junioren Hm, Punktsieger über Ryszard Sitkowski,
- 1969: Mi, Punktniederlage gegen Edmund Hebel,
- 1970: Hs, Punktniederlage gegen Stanisław Dragan,
- 1971: Hs, Punktniederlage gegen Stanisław Dragan,
- 1972: Hs, Punktniederlage gegen Stanisław Dragan,
- 1973: Hs, Punktsieger über Tadeusz Wajgelt,
- 1974: Hs, kampfloser Sieger über Jacek Kucharczyk,
- 1975: Hs, kampfloser Sieger über Tadeusz Wajgelt,
- 1976: Hs, Punktsieger über Jacek Kucharczyk,
- 1977: Hs, 3. Platz, nach Halbfinalniederlage gegen Pawel Skrzecz,
- 1978: Hs, kampfloser Sieger über Pawel Skrzecz,
- 1979: Hs, Punktniederlage gegen Pawel Skrzecz,
- 1980: Hs, Punktsieger über Janusz Czerniszewski

## Länderkämpfe
- 1967 in Opole, Polen Jun. gegen DDR Jun., Hm, Punktniederlage gegen Manfred Hinze,
- 1967 in Gorzów, Polen Jun. gegen DDR Jun., Hm, Punktsieger über Manfred Hinze,
- 1967 in Włocławek, Polen Jun. gegen Ungarn Jun., Hm, Punktsieger über Mihaly Erdelyi,
- 1967 in Toruń, Polen Jun. gegen Ungarn Jun., Hm, Punktsieger über Mihaly Erdelyi,
- 1970 in Köln, BRD gegen Polen, Hs, Punktsieger über Hartmut Sasse,
- 1970 in Augsburg, BRD gegen Polen, Hs, Punktsieger über Uwe Laroche,
- 1971 in Warschau, Polen gegen USA, Hs, Punktsieger über Louis Slaughter,
- 1971 in Glasgow, Schottland gegen Polen, Hs, tech. KO-Sieger 2. Runde über Jack Dermont,
- 1971 in Potsdam, DDR gegen Polen, Hs, techn. KO-Sieger 1. Runde über Reinhard Fischer,
- 1971 in Opole, Polen gegen Rumänien, Hs, Punktsieger über Horst Stump,
- 1972 in Mielec, Polen gegen DDR, Hs, Punktsieger über Bernd Wittenburg,
- 1973 in Münster, BRD gegen Polen, Hs, Abbruchsieger 3. Runde über Peter Baumgart,
- 1973 in Hannover, BRD gegen Polen, Hs, Punktsieger über Hans-Jürgen Mielich,
- 1973 in West Paterson/USA, USA gegen Polen, Hs, Punktsieger über D.C. Barker,
- 1973 in Chicago, USA gegen Polen, Hs, Punktniederlage gegen D.C. Barker,
- 1973 in Munice, USA gegen Polen, Hs, Punktsieger über Thomas Prater,
- 1973 in Berlin (Ost), DDR gegen Polen, Hs, KO-Sieger 3. Runde über Ottomar Sachse,
- 1973 in Dessau, DDR gegen Polen, Hs, KO-Sieger 1. Runde über Keiss,
- 1974 in Lodz, Polen gegen Jugoslawien, Hs, Punktsieger über Radovan Bisic,
- 1974 in Warschau, Polen gegen USA, Hs, Punktsieger über Leon Spinks,
- 1974 in Poznań, Polen gegen DDR, Hs, Punktsieger über Ottomar Sachse,
- 1975 in Karl-Marx-Stadt, DDR gegen Polen, Hs, Punktniederlage gegen Ottomar Sachse,
- 1975 in Gera, DDR gegen Polen, Hs, Punktniederlage gegen Eckhard Hadler,
- 1976 in Helsinki, Finnland gegen DDR, Hs, Abbruchsieger 2. Runde über Rauno Pellikainen